# 조슈아 벨

## 개요
조슈아 데이비드 벨(Joshua David Bell, 1967년 12월 9일 ~ )은 미국의 바이올리니스트이다.

## 생애
조슈아 데이비드 벨(Joshua David Bell)은 1967년 12월 9일 미국 인디애나주 블루밍턴에서 태어난 세계적인 바이올리니스트이자 지휘자이다. 4세에 바이올린을 시작하였으며, 12세 무렵부터 메도우마운트 음악학교에서 집중적인 음악 교육을 받았다. 이후 인디애나 대학교의 음악대학에서 전설적인 바이올린 교수인 요제프 깅골드에게 사사하였다. 깅골드는 프랑스-벨기에 계통의 전통적 바이올린 테크닉을 계승한 인물로, 벨은 그를 통해 고전적 연주 스타일과 정통 비브라토 주법을 체득하였다. 이러한 기반 위에서 벨은 14세에 필라델피아 오케스트라와의 협연으로 데뷔하였고, 17세에는 뉴욕 카네기홀에서의 연주를 통해 전 세계 클래식 음악계에 이름을 알리게 되었다.
그는 데뷔 이후 줄곧 세계 최정상의 연주자로 인정받으며, 40년 넘게 주요 오케스트라 및 지휘자들과 협연해왔다. 그가 지금까지 발표한 정규 음반은 40장을 넘으며, 이 가운데 1993년 발표된 작곡가 니콜라스 모의 바이올린 협주곡 음반은 그래미상 수상으로 이어졌다. 2004년에는 《Romance of the Violin》 음반이 미국 빌보드 클래식 앨범 차트에서 장기간 1위를 차지하며 상업적 성공도 거두었다. 또한 그는 1998년 영화 《레드 바이올린》의 사운드트랙에 참여하여 대중적으로도 큰 반향을 일으켰다. 이 영화의 음악은 아카데미 음악상을 수상하였고, 벨의 연주는 극중 바이올린 솔로를 대표하는 음향으로 사용되었다.
조슈아 벨은 ‘기교적 명확함과 음악적 직관, 그리고 감성적 표현이 결합된 연주자’로 평가받는다. 나이가 들어서도 기량의 쇠퇴가 거의 없다는 점이 종종 언급되며, 그는 인터뷰에서 “불필요한 움직임을 줄이고 더 본질적인 표현에 집중하게 되었다”고 언급한 바 있다. 특히 최근에는 10대 시절 연주했던 고난이도 레퍼토리인 파가니니와 비에냐프스키 협주곡 등을 다시 무대에 올리며, 나이에 따른 해석의 변화와 기술적 성숙함을 보여주고 있다.
그의 레퍼토리는 전통적인 바이올린 협주곡에만 머무르지 않는다. 차이콥스키, 베토벤, 브람스 등 고전과 낭만주의 협주곡뿐 아니라 프랑스와 이탈리아 작곡가의 독주곡, 현대 음악 작품, 그리고 실내악에 이르기까지 폭넓다. 그는 피아니스트 제레미 덴크, 첼리스트 스티븐 이설리스 등과 함께 다양한 실내악 프로젝트를 수행해왔으며, 이처럼 동시대 음악가들과의 긴밀한 협업은 그가 고립된 솔리스트가 아닌, 음악 공동체의 일원으로서 활동하고 있다는 점을 부각시킨다.
벨은 2007년 링컨센터의 에이버리 피셔 상을 수상하였고, 같은 해 워싱턴 D.C.의 메트로 지하철역에서 버스킹 형식으로 익명 연주를 시도한 프로젝트는 워싱턴포스트에 보도되어 퓰리처상 수상 기사로 기록되었다. 이 실험은 일상 속에서의 예술 인식에 대한 사회적 논의를 촉발시켰으며, 예술과 대중, 연주자와 청중 간의 관계에 대해 다양한 담론을 이끌어낸 상징적인 사건으로 평가받는다.
그는 1713년에 제작된 스트라디바리우스 바이올린 ‘Gibson ex Huberman’을 연주하고 있다. 이 악기는 한때 도난되었다가 기적적으로 회수되었으며, 벨은 2001년 이 악기를 약 400만 달러에 구입하였다. 해당 악기의 독특한 음색은 그의 연주 스타일과도 잘 어울리는 것으로 평가되며, 그의 대표적인 무대 파트너로 자리매김했다.
2011년에는 영국의 대표적 실내악 오케스트라인 아카데미 오브 세인트 마틴 인 더 필즈의 음악감독으로 취임하였으며, 이는 이 오케스트라가 창단 이후 처음으로 지휘 경험이 없는 외부 연주자를 감독으로 영입한 사례였다. 그는 이후 이 단체와 함께 여러 교향곡 및 협주곡 음반을 제작했으며, 베토벤 교향곡 전집은 빌보드 클래식 차트 상위권에 오르며 비평과 상업 양면에서 성공을 거두었다.
최근 조슈아 벨은 뉴욕필하모닉과 함께 ‘The Elements’라는 이름의 협주곡 시리즈를 진행하고 있다. 이 프로젝트는 ‘땅, 바람, 불, 물, 공기’를 주제로 미국 작곡가 다섯 명이 각각 작품을 위촉받아 제작한 협주곡으로, 2023년부터 순차적으로 초연되었다. 또한 그는 가상현실 기술을 이용한 ‘가상 바이올린’ 개발 프로젝트에도 참여하고 있으며, 교육 기술 스타트업과의 협업을 통해 트랄라(Trala)와 같은 온라인 교육 플랫폼에서도 활동하고 있다.
개인적으로는 뉴욕에 거주하며 가정과 음악 활동을 병행하고 있으며, 2025년에는 독일 NDR 엘프 필하모닉 오케스트라와 함께 서울 롯데콘서트홀 공연을 계획 중이다. 그는 또한 한국 대중문화에 관심을 가지고 있으며, 최근 인터뷰에서는 ‘사랑의 불시착’을 시청한 경험을 밝히기도 하였다.
조슈아 벨의 경력은 연주자로서의 기량, 지휘자로서의 역량, 교육 및 기술 분야와의 접점, 그리고 공공예술에 대한 문제의식까지 포괄하는 폭넓은 활동으로 구성되어 있다. 그는 전통 클래식 음악의 계승과 현대적 확장을 동시에 모색하는 인물로 평가되며, 21세기 들어 가장 영향력 있는 바이올리니스트 중 한 사람으로 꼽힌다.